# 오데사 영
오데사 영(Odessa Young, 1998년 1월 11일 ~ )은 오스트레일리아의 배우이다. 영화 《루킹 포 그레이스》와 《나의 딸》로 유명하다. 특히나 뒷 영화로 2016 AACTA 어워드 장편영화 부문 여우주연상을 받았다.